# Мій будинок, мій будинок...
«Мій будинок, мій будинок…» («Casa mia, casa mia…») — італійська кінокомедія 1988 року, знята режисером Нері Паренті, з Ренато Поццетто у головній ролі.

## Сюжет
Маріо Бартолоні — міланський працівник мережі Cartier, якому пропонують обмінятися квартирою в Римі зі своїм колегою Маріні. Угода також передбачає обмін будинками між двома колегами. Він прибуває до Риму після жахливої подорожі, під час якої у нього викрадають машину і валізу, а в таксі, яке везло його до нового дому, він навіть забуває своє пальто. У столиці Маріо облаштовує свою нову квартиру, але невдовзі дізнається, що власниця будинку, графиня Сальвіаті, виселяє його з будинку.
Опинившись без даху над головою, він переконує свого колегу Альдо прихистити його, який, щоб змусити його якнайшвидше виїхати, постійно сперечається з дружиною, навіть коли Маріо хоче спати, і врешті-решт об'єднується з нею, хоча вони ніколи не ладнали, і просить її спокусити його, щоб Альдо зробив вигляд, що це несподіванка, змусивши Маріо відчути провину, і таким чином вигнати його з дому. Потім Маріо намагається спокусити свою заможну, але некрасиву колегу Ельвіру, щоб зазіхнути на її квартиру, але виявляє, що у неї вже є грубий римський коханець.
Врешті-решт він спить у магазині, де працює, і його виявляє і звільняє керівник філії. Безробітний і бездомний, він майже випадково ошукує людину, яка шукає житло, як і він сам: це початок серії незаконних продажів, які незабаром дозволяють йому розбагатіти. Залишаючи за собою ореол таємничості щодо того, звідки беруться його заробітки, Маріо починає зустрічатися з красивою колишньою колегою Мариною, яка, розуміючи його скрутне становище, заявляє про готовність прихистити його. Але коли вона намагається використати його квартиру для чергової афери, жінка дізнається правду.
На гроші від афери Маріо купує весь будинок, який виселила Сальвіаті, і повертає собі Марину; він також дізнається, що аристократка ось-ось отримає контракт на будівництво нового багатоквартирного будинку, який передбачає знесення кількох будинків і виселення тих, хто в них мешкав; Маріо перепродає будинок і забирає контракт у Сальвіаті, запобігаючи будівельним спекуляціям цієї жінки. Після одруження з Мариною він повертається до Мілана і повертає собі стару квартиру, виганяючи звідти свого колегу Маріні.

## У ролях
- Ренато Поццетто: Маріо Бартолоні
- Паола Онофрі: Маріна Де Сантіс
- Джанфранко Агус: Альдо Джаннетті
- Патріція Лореті: Ельвіра Каппелліні
- Атіна Ченчі: графиня Сальвіаті

## Знімальна група
- Режисер: Нері Паренті
- Сценарій: Гаетано Аудіно, Доменіко Маттеуччі
- Продюсер: Акілле Манцотті
- Оператор: Крістіано Погані
- Монтаж: Серджіо Монтанарі
- Композитор: Альберто Бальдан Бембо